# Västra Liden och Östra Liden
Västra Liden och Östra Liden är en av SCB avgränsad och namnsatt småort i Piteå kommun, Norrbottens län. Den omfattar bebyggelse i Västra Liden och Östra Liden i Piteå socken.